# Ludwig Hagenauer
Ludwig Hagenauer (* 8. März 1883 in Retzbach; † 20. Juli 1949) war ein deutscher Jurist und Politiker (CSU). Er war in Bayern Staatssekretär und Staatsminister für Sonderaufgaben.

## Leben
Nach dem Abitur studierte Hagenauer von 1908 bis 1911 Rechts- und Staatswissenschaften an der Julius-Maximilians-Universität Würzburg. Er war Mitglied der katholischen Studentenverbindungen KStV Normannia Würzburg und KSStV Alemannia München im KV. Er promovierte 1912 zum Dr. jur. und wurde im gleichen Jahr als Rechtsanwalt zugelassen. Anschließend arbeitete er als Rechtsanwalt in Würzburg. Von 1919 bis 1945 war er als Staatsanwalt und Richter tätig.
Nach dem Kriegsende war Hagenauer von Mai bis September 1945 kommissarischer Vizepräsident der Polizeidirektion München und danach kommissarischer Präsident des Landgerichtes München. Von Dezember 1945 bis Januar 1945 fungierte er als Generalstaatsanwalt beim Oberlandesgericht München.
Hagenauer amtierte vom 10. Januar bis zum 15. Juli 1947 als Staatssekretär im bayerischen Staatsministerium der Justiz. Anschließend wurde er von Ministerpräsident Hans Ehard zum Staatsminister für Sonderaufgaben ernannt. Dieses Amt hatte er bis zu seinem Tode inne.

## Partei
Hagenauer war von 1918 bis 1933 Mitglied der BVP. Er trat 1945 in die CSU ein und war 1945/46 Mitglied im Vorläufigen Landesausschuss der Partei. Von 1947 bis 1949 gehörte er dem CSU-Landesvorstand an.

## Ehrungen
- Ludwig-Hagenauer-Straße in Zellingen